# 小馬利亞日報
小馬利亞日報（英語：Equestria Daily、通常縮寫為EqD或ED）是一個粉絲專頁，專門提供動畫與玩具《彩虹小馬》系列（以第四代彩虹小馬：友情就是魔法為主）的新聞和同人小說報導，於2011年1月，由亞利桑那州23歲的大學生肖恩·斯科特拉羅（Shaun Scotellaro，網名為"Sethisto"）建立。該網站由數名編輯組成的專門團隊以博客風格的界面運營，並得到了該節目的製作團隊以及播出該節目的美國兒童電視網絡The Hub（後來的Discovery Family）的正式認可。